# Edolo
Edolo é uma comuna italiana da região da Lombardia, província de Bréscia, com cerca de 4.275 habitantes. Estende-se por uma área de 89 km², tendo uma densidade populacional de 48 hab/km². Faz fronteira com Corteno Golgi, Incudine, Lovero (SO), Malonno, Monno, Ponte di Legno, Saviore dell'Adamello, Sernio (SO), Sonico, Temù, Tovo di Sant'Agata (SO), Vezza d'Oglio, Vione.

## Demografia
| Variação demográfica do município entre 1861 e 2011                               |
|                                                                                   |
| Fonte: Istituto Nazionale di Statistica (ISTAT) - Elaboração gráfica da Wikipedia |